# Nate Najar
Nate Najar (St. Petersburg, Florida, 1981. augusztus 28. –) amerikai akusztikus gitárjátékos, dzsesszzenész.

## Pályakép
A floridai Szentpéterváron született. Tizenévesen klasszikus gitározni tanult Frank Mullentől.
Zenei stílusa Charlie Byrd hatása alatt a bossanova és a brazil dzsessz hatására alakult ki.
A hazai és a nemzetközi fesztiválok és koncertek mellett filmzenéket is írt, a televíziókban is szerepelt. A „Groove Me” című dala 2011-ben a tíz legjobb szám listáján, amelyen együtt dolgozott az énekes Melba Moore-ral.
Zenészpartnerei: Ken Peplowski, John Lamb, Bucky Pizzarelli, Eric Darius, Chuck Redd, Buster Cooper, Cindy Bradley, Jessy J, Jonathan Fritzén.

## Lemezek
- 2002: Jazz Impressions
- 2003: The Cool Sounds of Nate Najar
- 2004: Like Coolsville
- 2006: Swinging with the Nate Najar Quartet
- 2006: I'm All Smiles
- 2007: Christmas With the Nate Najar Trio
- 2009: Until Now
- 2014: Aquarela Do Brasil
- Under Paris Skies
- This Is
- So What's New
- Christmas in December
- Blues for Night People: The Nate Najar Trio Remembers Charlie Byrd